# Публій Марій
Пу́блій Ма́рій (лат. Publius Marius; I століття) — політичний і державний діяч Римської імперії, ординарний консул 62 року.

## Біографія
Походив з роду Маріїв, ймовірно був низького походження, тому що не мав когномена. Когномен «Цельс» відомий тільки з однієї воскової таблички з Помпеїв. В інших джерелах про нього не згадується. Про батьків, дитячі та молоді роки відомостей не збереглося.
62 року його було обрано на короткий час (з січня по червень того року), як це було тоді заведено, ординарним консулом разом з Луцієм Азінієм Галлом. 64 року його було призначено доглядачем за водоймами (лат. curator aquarum).
З того часу про подальшу долю Публія Марія згадок немає.